# Bataille d'Argenton-Château
Guerre de Vendée
Batailles
La bataille d'Argenton-Château a lieu le 26 février 1794 lors de la guerre de Vendée. Elle s'achève par la victoire des Vendéens qui s'emparent du bourg d'Argenton-Château.

## Prélude
Le 20 janvier 1794, la colonne infernale du général Grignon s'ébranle depuis Argenton-Château,. À cette occasion, Grignon écrit au général en chef Louis Marie Turreau : « demain je commencerai les feux de joie, en brûlant et passant au fil de la baïonnette tout ce qui pourra se trouver au pouvoir de ma colonne ». Fin janvier, il ravage la région de Bressuire, puis début février, il se porte sur Saint-Fulgent. Le général vendéen Jean-Nicolas Stofflet profite alors du départ de la colonne infernale pour prendre d'assaut la ville de Bressuire le 24 février. Deux jours plus tard, il fait mouvement sur Argenton-Château.

## Forces en présence
Les effectifs des Vendéens sont estimés à 3 000 hommes par le général François Carpantier, commandant à Saumur et à Doué,.
Dans ses mémoires, le chef vendéen Louis Monnier estime quant à lui la garnison républicaine à 2 400 hommes.

## Déroulement

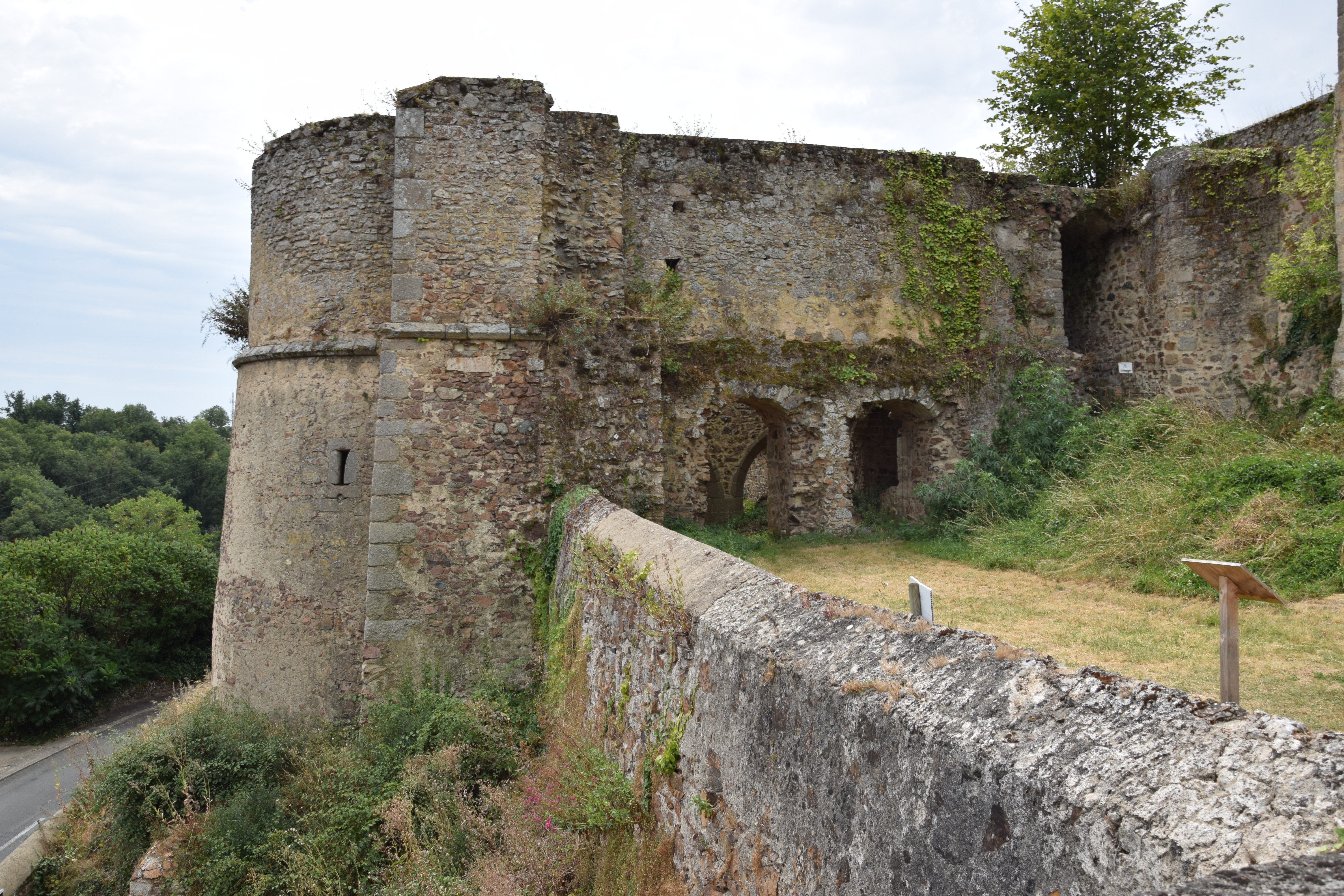
Vue en 2020 des ruines du château d'Argenton.

Le 26 février, l’armée vendéenne sort de Bressuire et marche sur Argenton-Château en empruntant un chemin indirect afin de surprendre les républicains,,. Cependant, la garnison républicaine est alertée lorsque les Vendéens atteignent Saint-Clémentin, à six kilomètres au sud-ouest d'Argenton. Bien qu'Argenton soit protégé par des murs et un vieux château, les troupes républicaines se déploient en dehors du bourg, entre la porte de Bressuire et la porte de Thouars.
Les Vendéens se déploient quant à eux de l'autre côté de la plaine qui sépare Saint-Clémentin d'Argenton. Stofflet prend lui-même position au centre, Challon commande le flanc gauche, face aux troupes positionnées près de la porte de Bressuire, et Louis Richard commande le flanc droit, face aux troupes positionnées près de la porte de Thouars. Stofflet prévoit de commencer l'attaque au centre.
Le combat s’engage vers trois heures de l’après-midi. La cavalerie républicaine tente une charge, mais celle-ci échoue car les chevaux sont gênés par la terre fraichement labourée dans la plaine,. L'infanterie engage ensuite le feu, mais les Vendéens s'avancent et ripostent. Les républicains sont bientôt enfoncés et prennent la fuite,,. D'après Louis Monnier, tous les bleus réfugiés à l'intérieur du bourg sont tués au sabre ou la baïonnette. La plupart se sauvent au nord, en direction de Doué ou de Thouars,,. Les Vendéens ne les poursuivent pas à cause de la tombée de la nuit.

## Suites

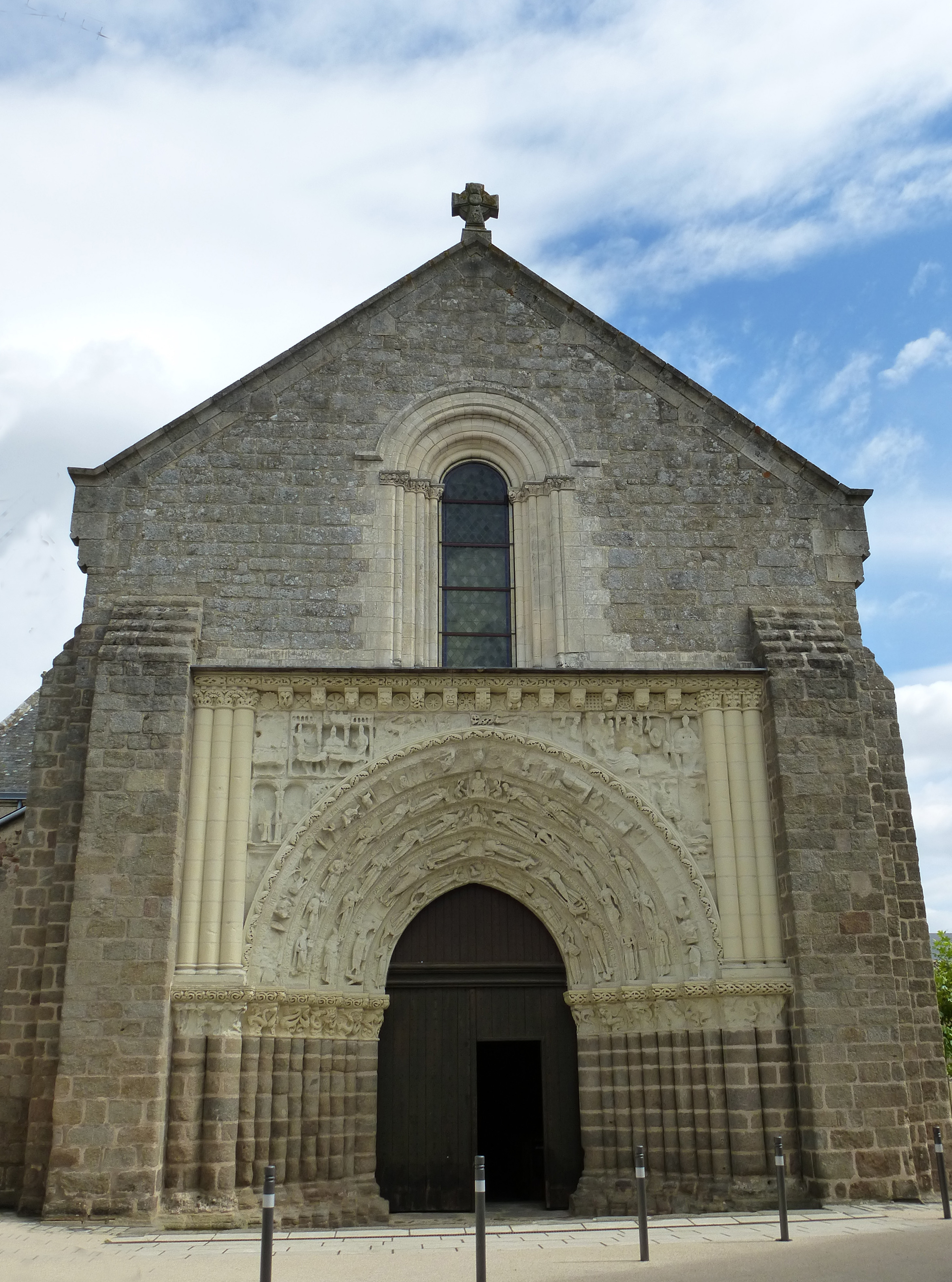
Vue en 2012 de l'église Saint-Gilles d'Argenton-Château.

À Doué, le général Carpantier demande des secours au général Huché. Il lui écrit le 28 février qu'il n'est pas en mesure de lancer une contre-attaque pour reprendre Argenton, n'ayant que 1 200 hommes sous ses ordres, dont 400 ont été envoyés en renfort à Thouars et 300 à Vihiers.
Cependant les Vendéens ne poursuivent pas leur offensive et n'occupent que brièvement Argenton,. Ils incendient le château, démolissent les portes, ainsi qu’une partie des murs et des ouvrages défensifs républicains,,,. De nombreux grains sont également trouvés à l'intérieur de l'église. Pendant deux jours, ils sont récupérés par les paysans d'Argenton ou envoyés vers le pays insurgé,.
Le lendemain du combat, Stofflet fait fusiller Piquet, un commandant de sa cavalerie, coupable d'un viol. L'Armée d'Anjou se sépare ensuite de l'armée de Richard et se porte à Saint-Aubin-de-Baubigné. 
Le 10 mars, la colonne infernale du général Grignon regagne les régions de Bressuire et d'Argenton-Château, qu'elle ravage à nouveau,. Elle se lance également à la poursuite de Stofflet, mais elle perd sa trace en lisière de la forêt de Vezins.